# 佐竹義道
佐竹 義道（さたけ よしみち）は、江戸時代中期の大名。出羽国岩崎藩（2万石）の第2代藩主。通称は源六郎、求馬。官位は従五位下・壱岐守、和泉守。佐竹壱岐守家2代当主。

## 経歴
佐竹義本（佐竹別家四家の一つ、佐竹東家）の長男として誕生した。幼名は富千代。元禄14年（1701年）生まれとも、元禄16年（1703年）7月15日生まれとも言われている。
享保2年（1717年）11月18日、岩崎藩主・佐竹義長の養子となる。義長の実子・義峯は本家の久保田藩主を継いでおり、岩崎藩主家（佐竹壱岐守家）の後継者を欠いていたためである。同年11月28日、8代将軍・徳川吉宗に御目見する。享保3年（1718年）9月6日、義長の隠居により家督を相続した。同年12月18日、従五位下・壱岐守に叙任する。享保17年（1732年）、駿府加番を命じられる。
江戸時代の講談『秋田杉直物語』などによれば、「義道は野心家であり、秋田藩家臣の那珂忠三郎と共謀し本家の第6代藩主の義真を22歳で毒殺して第7代藩主に長男の義明を擁立した」とされる。その後、那珂忠三郎は秋田騒動（宝暦7年（1757年））を引き起こしたという設定である。
しかし、馬場文耕の『秋田杉直物語』で描かれる騒動の主役はあくまでも那珂忠三郎であって、燈明寺の別当で、文耕によって『当時珍説要秘録』の2話で登場人物に「魔王」とまで言われた売僧に、義道は手もなく騙されている。『秋田杉直物語』では義道は燈明寺での修法の後、両国橋上で落馬しようやく助かったことも、両国を手に握るということで吉端とこの別当に判断されると、それを鵜呑みにして大喜びする人物として描かれている。「笑うべし笑うべし、…何ぞ落ちるが吉端成るべきや」と結んだ文耕は、嘲笑されてしかるべき人物として佐竹義道を造形している。
秋田騒動の後、那珂忠左衛門は野尻忠三郎の宅から「甚だ怪しき書き付け」が発見され糺明を受けることとなった。佐竹別家四家の一つである北家の『北家日記』によれば、危険を感じて勤務先の松平隠岐守の屋敷に閉じこもった忠左衛門だが、隠岐守の家臣にしたいという要求に対し、直接松平家を訪問し那珂を屋敷の外に出したのは、佐竹義道である。忠左衛門は屋敷から出ると久保田藩士に拉致され、久保田藩まで連行され処刑されている。
また、義道は四男の義居（蜂須賀重喜）に徳島蜂須賀家25万石に継がせている。『阿淡夢物語』では「義道は邪曲・剛欲の人で、長男を本家の跡継ぎにし、四男重喜をどこか大藩へ養子に出したいと思うころ、江戸で阿波藩の江戸家老賀島出雲（後の上総）を知った。出雲も家がもと知行1万石を所有していたのに、中ごろから6千石に減ぜられたのを残念に思い、いつかその復活を計りたいと願っていた。壱岐守（佐竹義道）とたびたび会ううちに両者は親密になり、互いに気持ちを打ち明け、2人で画策を始めた」としている。
三田村鳶魚は「義道は本家のみならず、阿波家をも物にした御家騒動の製造人であって、また、御家騒動の成功者である」と評している。
宝暦13年（1763年）5月14日、三男の義忠に岩崎藩主家の家督を譲って隠居し、翌年閏12月7日に死去した。享年64。法号は大仙院殿道安円成。墓所は東京都板橋区小豆沢の総泉寺。

## 系譜
父母
- 佐竹義本（実父）
- 広幡豊忠の養女 - 久我通名の娘（実母）
- 佐竹義長（養父）

正室、継室
- 昆、明鏡院 - 佐竹義長の娘（正室）
- 内藤政森の娘（継室）

子女
- 佐竹義明（長男） - 佐竹義真の養子、生母は明鏡院
- 佐竹義敏（次男） 生母は明鏡院
- 佐竹義忠（三男） 生母は明鏡院
- 蜂須賀重喜（四男） - 蜂須賀至央の養子、生母は継室
- 松平直道正室、生母は継室